# Josephine Eckardt
Josephine Hortensia Nancy Adelaide Eckardt (född Thorberg), född 1839, död 1906, var en dansk skådespelerska.
Eckardt, som 1863-77 var gift med Lauritz Eckardt, var 1848-1901 anställd vid Det Kongelige Teater, först vid baletten, där hon blev solodansös, och från 1861 som skådespelerska. Med något kyligt behag spelade hon i yngre dagar lyriska älskarinnor, och lyste sedan som den franska komedins eleganta och spirituella hjältinna och hade en vacker efterblomstring i det nationella borgerliga lustspelet. Eckardt visade sig sista gången vid sitt gästspel på Folketeatret 1904.